# امانوئل روینی
امانوئل روینی (انگلیسی: Emanuele Rovini؛ زادهٔ ۱۵ مارس ۱۹۹۵) بازیکن فوتبال اهل ایتالیا است.
از باشگاه‌هایی که در آن بازی کرده‌است می‌توان به باشگاه فوتبال اودینزه، باشگاه فوتبال امپولی، باشگاه فوتبال پرو ورچلی، و باشگاه فوتبال اسپال اشاره کرد.
وی همچنین در تیم‌های ملی فوتبال زیر ۱۶ سال ایتالیا و زیر ۱۷ سال ایتالیا بازی کرده‌است.